# 酒々井駅

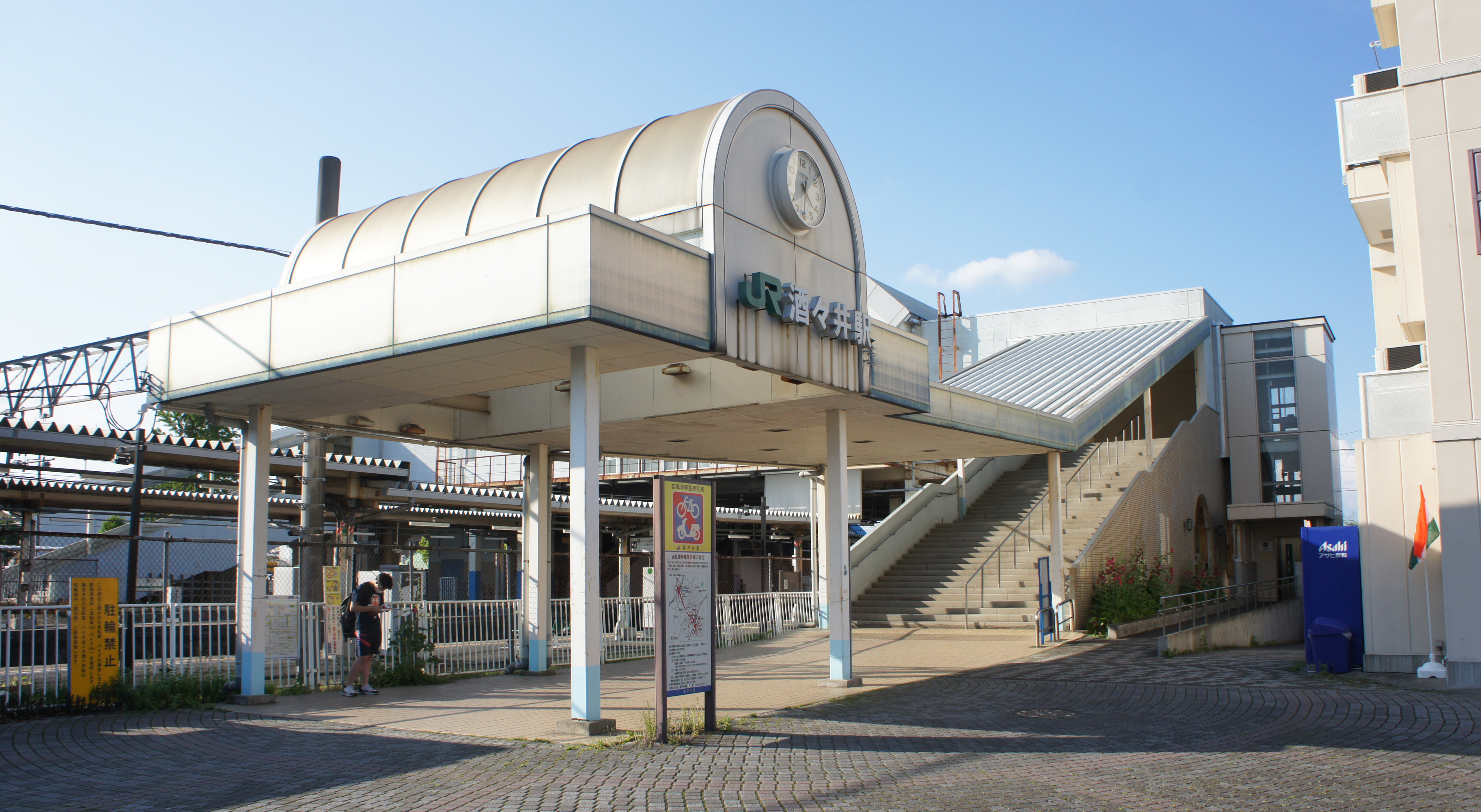
東口（2021年5月）

酒々井駅（しすいえき）は、千葉県印旛郡酒々井町酒々井にある、東日本旅客鉄道（JR東日本）成田線の駅である。駅番号はJO 34。難読駅として知られる。

## 歴史
- 1897年（明治30年）1月19日：成田鉄道（初代）の駅として開設[2][3]。旅客・貨物取扱[3]。
- 1920年（大正9年）9月1日：成田鉄道が買収され、鉄道省の駅となる[2][3]。
- 1961年（昭和36年）11月1日：貨物取扱廃止[3]。
- 1970年（昭和45年）
  - 9月26日：荷物扱い廃止[4]。
  - 10月1日：無人駅化[5]。跨線橋を設置[6]。
- 1987年（昭和62年）4月1日：国鉄分割民営化に伴い、東日本旅客鉄道（JR東日本）の駅となる[2]。
- 1989年（平成元年）：現在の橋上駅舎になると同時に有人駅となり、みどりの窓口も設置。
- 1995年（平成7年）10月4日：自動改札機を設置し、供用開始[7]。
- 2001年（平成13年）
  - 11月18日：ICカード「Suica」の利用が可能となる[広報 1]。
  - 12月1日：快速電車全列車が停車となる（2001年11月30日まで昼時間帯は通過）。
- 2007年（平成19年）4月1日：業務委託駅化[8]。
- 2022年（令和4年）6月30日：この日限りでみどりの窓口が営業を終了[9][10]。

## 駅構造
相対式ホーム2面2線を有する地上駅。1・2番線の間（中央）に上下共用の留置線が1本あったが、2023年7月現在使用停止となり、架線も外されている。橋上駅舎で、エレベーターが2010年（平成22年）に完成した。1989年（平成元年）に改築するまでは、1974年（昭和49年）に無人化した木造駅舎があるだけで、近代的に整備された駅前周辺とは対照的な光景だった。
成田統括センター（佐倉駅）が管理し、JR東日本ステーションサービスが駅業務を受託する業務委託駅。

### のりば
| 番線 | 路線     | 方向 | 行先               |
| ---- | -------- | ---- | ------------------ |
| 1    | ■ 成田線 | 下り | 成田空港・銚子方面 |
| 2    | ■ 成田線 | 上り | 千葉・東京方面     |

（出典：JR東日本:駅構内図）

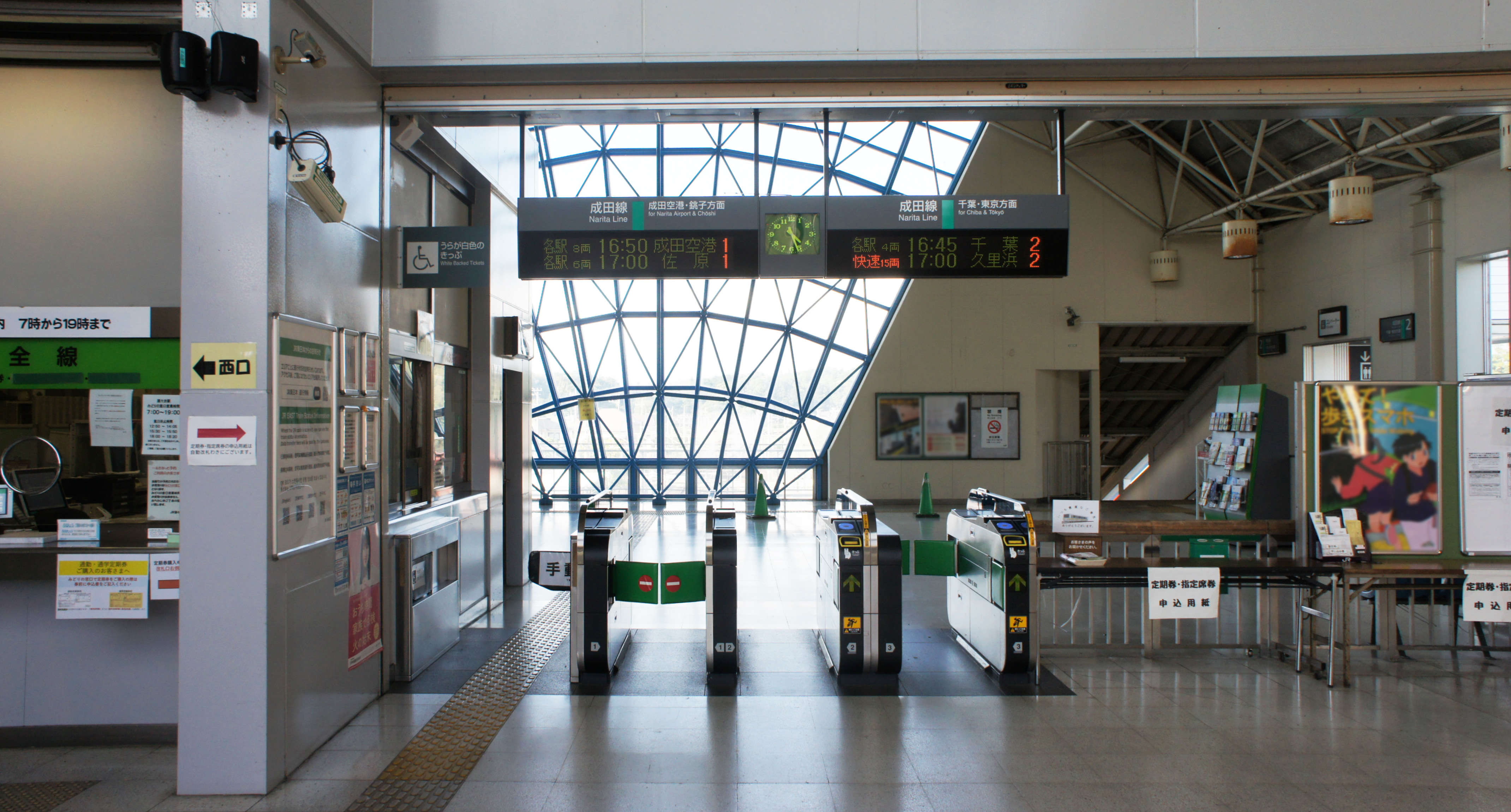
改札口（2021年5月）
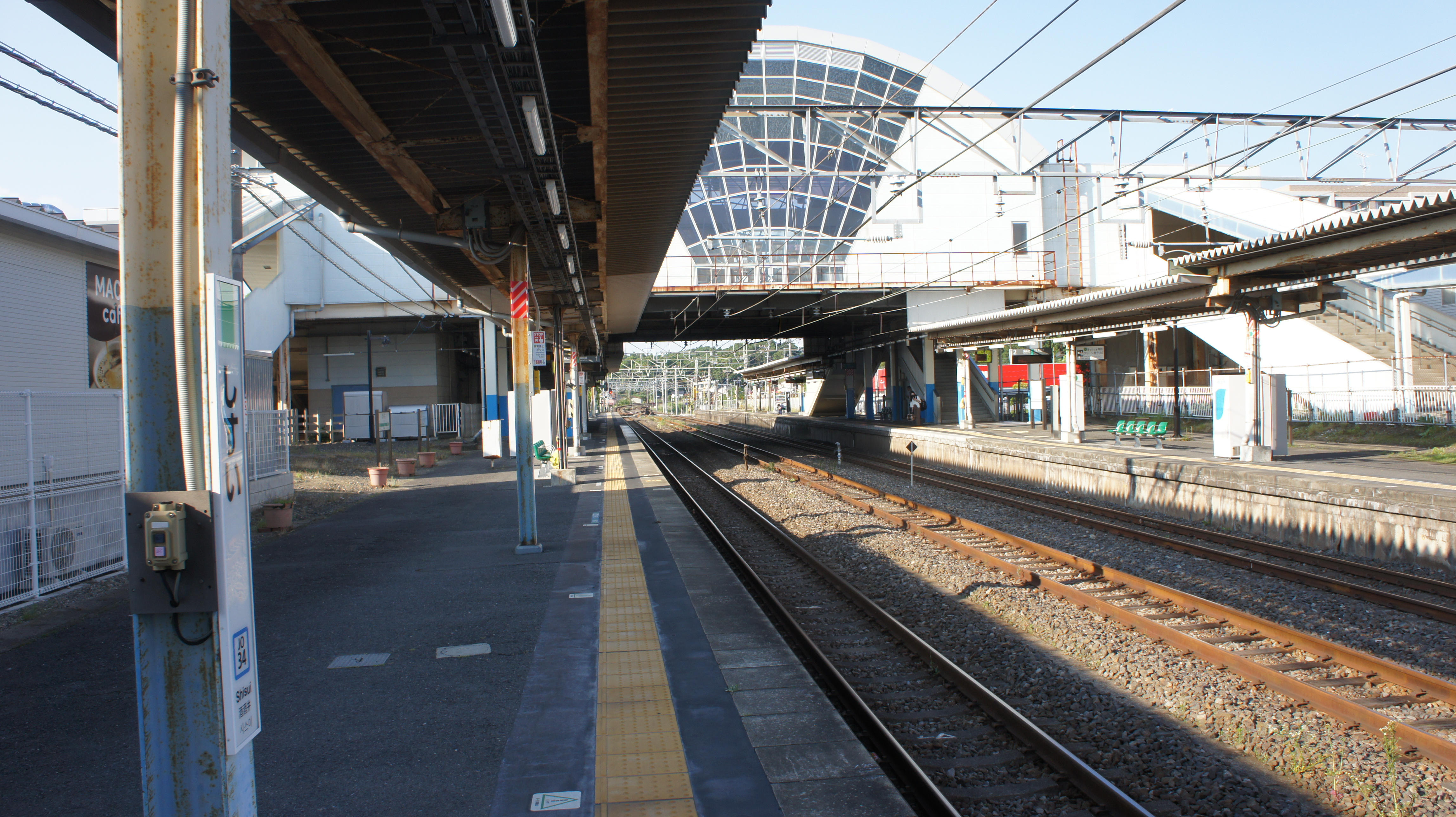
駅ホーム（2021年5月）
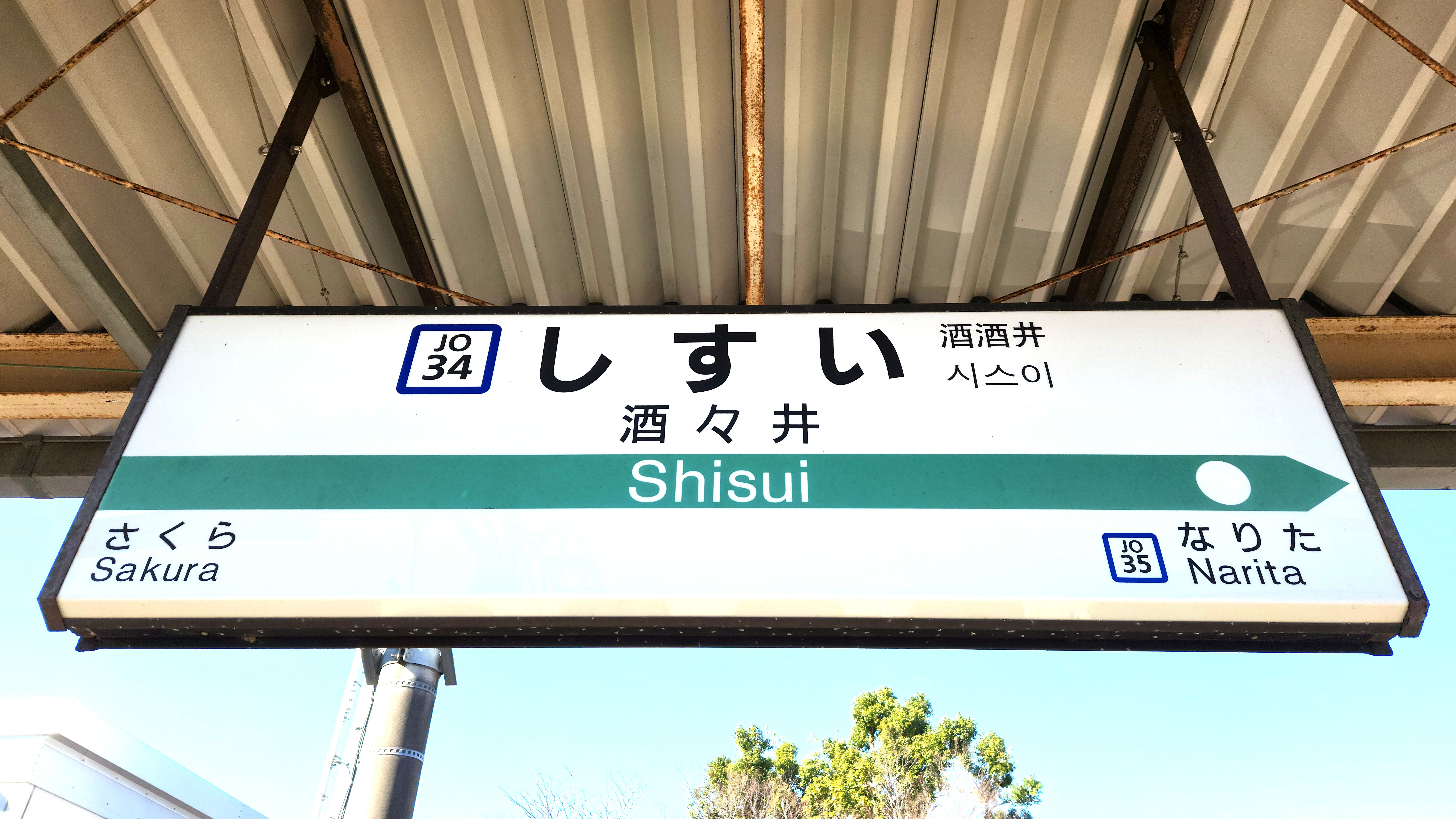
駅名標（2023年12月）

## 利用状況
2023年（令和5年）度の1日平均乗車人員は3,466人である。
JR東日本および千葉県統計年鑑によると、近年の1日平均乗車人員の推移は下記の通り。
| 年度               | 1日平均 乗車人員 | 出典     |
| ------------------ | ---------------- | -------- |
| 1990年（平成02年） | 2,304            | [ * 1 ]  |
| 1991年（平成03年） | 2,563            | [ * 2 ]  |
| 1992年（平成04年） | 2,679            | [ * 3 ]  |
| 1993年（平成05年） | 2,759            | [ * 4 ]  |
| 1994年（平成06年） | 2,828            | [ * 5 ]  |
| 1995年（平成07年） | 2,812            | [ * 6 ]  |
| 1996年（平成08年） | 2,783            | [ * 7 ]  |
| 1997年（平成09年） | 2,898            | [ * 8 ]  |
| 1998年（平成10年） | 3,048            | [ * 9 ]  |
| 1999年（平成11年） | 3,022            | [ * 10 ] |
| 2000年（平成12年） | 3,015            | [ * 11 ] |
| 2001年（平成13年） | 3,016            | [ * 12 ] |
| 2002年（平成14年） | 3,224            | [ * 13 ] |
| 2003年（平成15年） | 3,201            | [ * 14 ] |
| 2004年（平成16年） | 3,256            | [ * 15 ] |
| 2005年（平成17年） | 3,276            | [ * 16 ] |
| 2006年（平成18年） | 3,304            | [ * 17 ] |
| 2007年（平成19年） | 3,304            | [ * 18 ] |
| 2008年（平成20年） | 3,325            | [ * 19 ] |
| 2009年（平成21年） | 3,176            | [ * 20 ] |
| 2010年（平成22年） | 3,095            | [ * 21 ] |
| 2011年（平成23年） | 3,055            | [ * 22 ] |
| 2012年（平成24年） | 3,119            | [ * 23 ] |
| 2013年（平成25年） | 3,472            | [ * 24 ] |
| 2014年（平成26年） | 3,362            | [ * 25 ] |
| 2015年（平成27年） | 3,525            | [ * 26 ] |
| 2016年（平成28年） | 3,479            | [ * 27 ] |
| 2017年（平成29年） | 3,580            | [ * 28 ] |
| 2018年（平成30年） | 3,673            | [ * 29 ] |
| 2019年（令和元年） | 3,689            | [ * 30 ] |
| 2020年（令和02年） | 2,685            |          |
| 2021年（令和03年） | 2,945            |          |
| 2022年（令和04年） | 3,251            |          |
| 2023年（令和05年） | 3,466            |          |

## 駅周辺

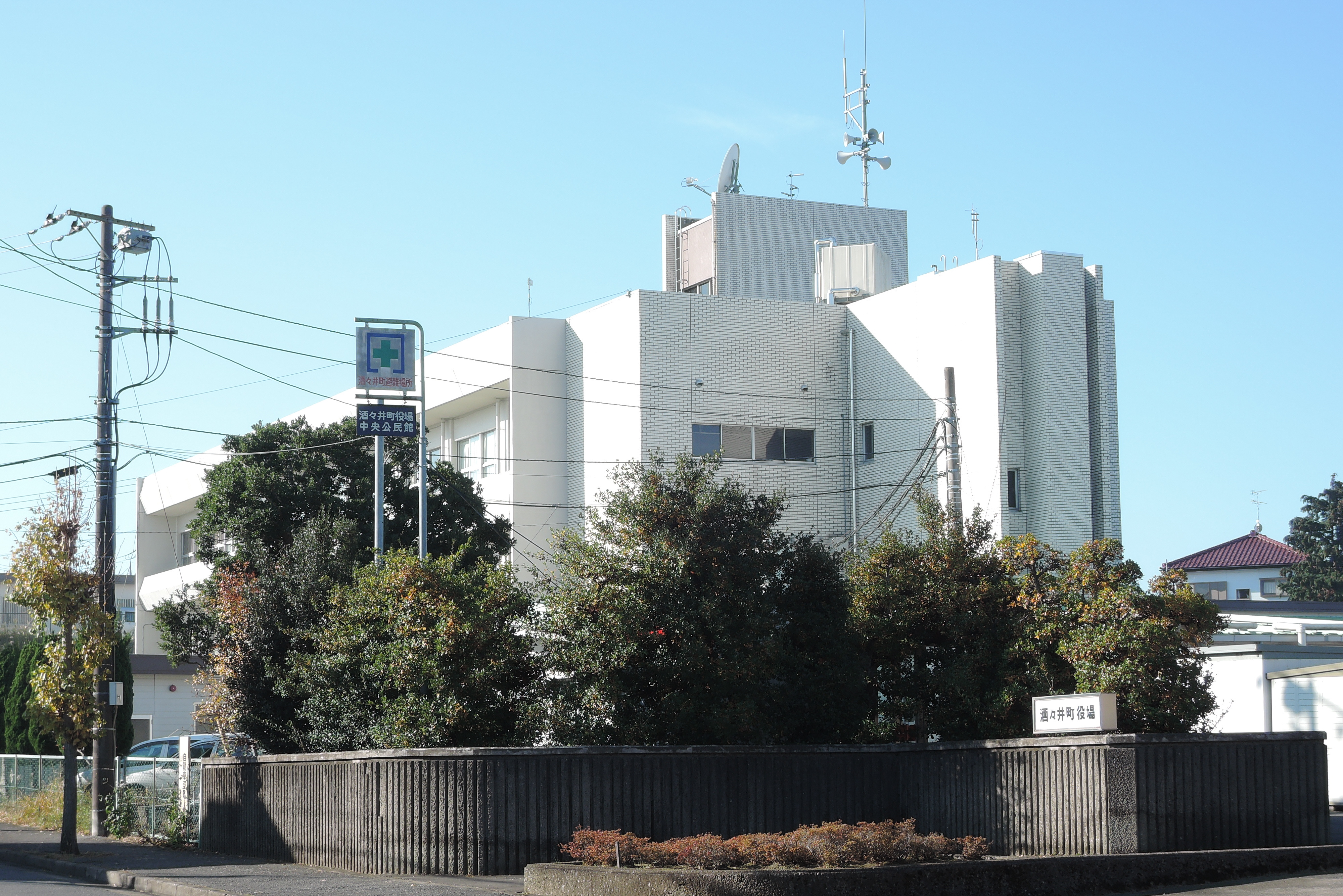
酒々井町役場

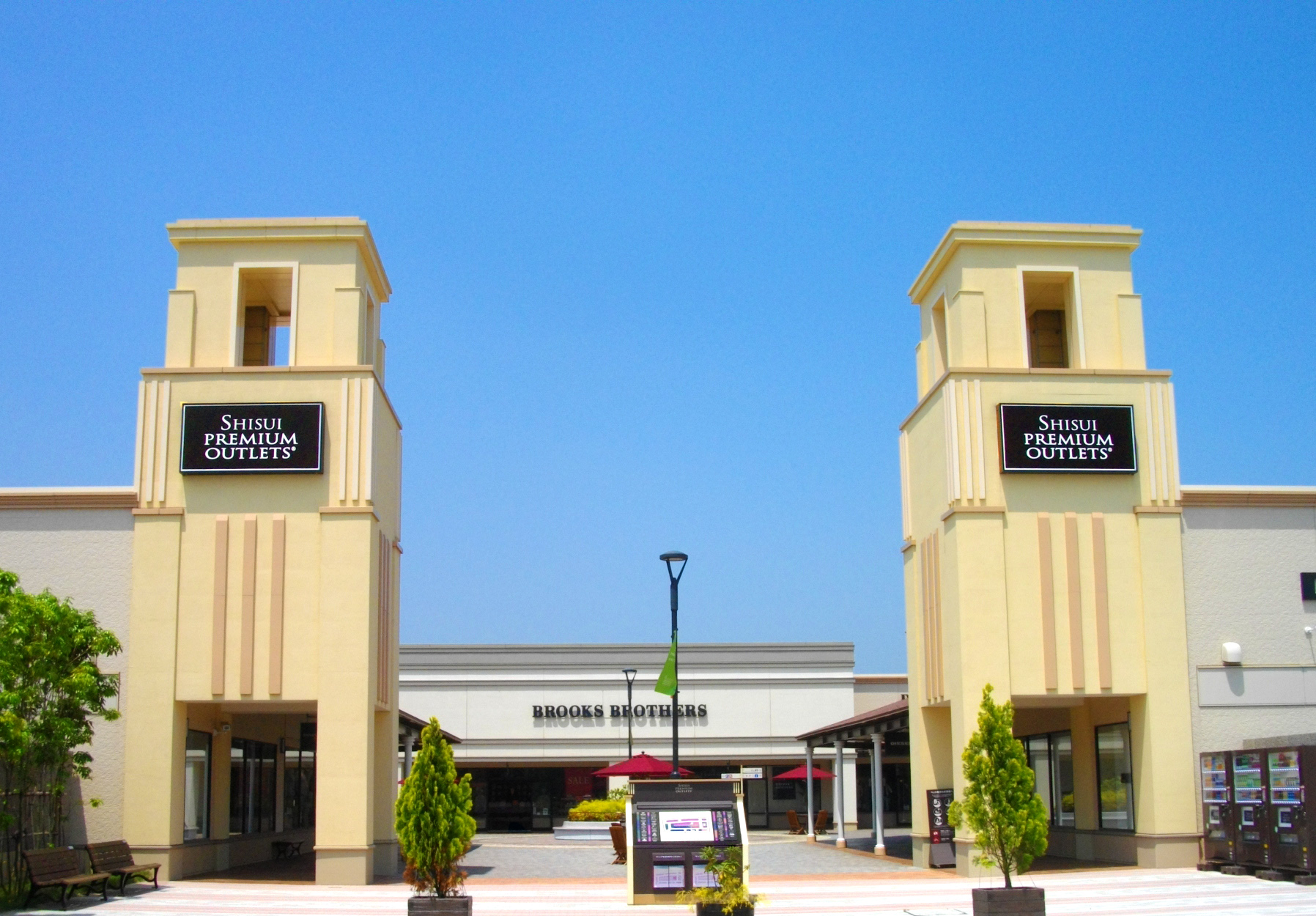
酒々井プレミアム・アウトレット

駅周辺には京成酒々井駅や国道51号、国道296号、千葉県道77号富里酒々井線、千葉県道137号宗吾酒々井線、東関東自動車道（酒々井インターチェンジ）など交通の便が比較的良い事から、昭和40年代より住宅団地が造成されており、駅西口に「酒々井町中央台団地」（造成主体・酒々井町）、駅東口に「東しすい住宅団地」（造成主体・東急建設、昭苑都市開発）が広がっており、ベッドタウン化が進んでいる。近年、駅前のマンション建設が盛んになってきている。
- 酒々井町役場
- プリミエール酒々井（文化ホール、酒々井町立図書館）
- 酒々井町立酒々井中学校
- 酒々井町立大室台小学校
- 酒々井幼稚園
- 酒々井町立岩橋保育園
- 酒々井郵便局
- 東酒々井郵便局
- JA成田市酒々井支所
- 千葉銀行 酒々井支店
- 京葉銀行 酒々井支店
- 千葉信用金庫赤坂支店 酒々井出張所
- ナリタヤ酒々井店
- せんどう酒々井店
- スーパーセンタートライアル酒々井店
- 酒々井プレミアム・アウトレット（徒歩約40分、バス路線あり）
- 酒々井総合公園

## バス路線
西口に京成バス千葉イーストの路線バスが乗り入れている。
JR酒々井駅
- 酒々井プレミアム・アウトレット / 酒々井温泉 / 京成酒々井駅 / 学園台
- 深夜急行バス：成田空港 ※乗車可能・金曜日のみ運行、2020年3月より運休中。

備考
- このほか、酒々井駅入口停留所に早朝便特急バス 東京駅八重洲口前行き（京成バス千葉イースト）が発着する。※土休日のみ、2019年6月より運休中。
- 平和交通が運行する銀座駅、東京駅八重洲口からのJR成田駅行きの深夜急行バスが酒々井駅停留所で降車扱いをしていたが、2020年4月より運休となり、2025年1月末をもって路線廃止された。（火曜日 - 土曜日（暦上）のみ運行（月曜日 - 金曜日の深夜発車）、休日の翌日（休日の深夜）は運休）。

## 隣の駅
東日本旅客鉄道（JR東日本）
■成田線
■快速・■普通（各駅停車）
佐倉駅 (JO 33) - 酒々井駅 (JO 34) - 成田駅 (JO 35)

#### 広報資料・プレスリリースなど一次資料
1. ↑  “Suicaご利用可能エリアマップ（2001年11月18日当初）” (PDF).   東日本旅客鉄道. 2019年7月27日時点のオリジナルよりアーカイブ。2020年4月24日閲覧。
2. ↑  JR東日本ステーションサービス 受託マップ

#### 利用状況に関する資料
1. ↑  千葉県統計年鑑 - 千葉県

JR東日本の2000年度以降の乗車人員
1. 1 2 3  各駅の乗車人員（2023年度） - JR東日本
2. ↑  各駅の乗車人員（2000年度） - JR東日本
3. ↑  各駅の乗車人員（2001年度） - JR東日本
4. ↑  各駅の乗車人員（2002年度） - JR東日本
5. ↑  各駅の乗車人員（2003年度） - JR東日本
6. ↑  各駅の乗車人員（2004年度） - JR東日本
7. ↑  各駅の乗車人員（2005年度） - JR東日本
8. ↑  各駅の乗車人員（2006年度） - JR東日本
9. ↑  各駅の乗車人員（2007年度） - JR東日本
10. ↑  各駅の乗車人員（2008年度） - JR東日本
11. ↑  各駅の乗車人員（2009年度） - JR東日本
12. ↑  各駅の乗車人員（2010年度） - JR東日本
13. ↑  各駅の乗車人員（2011年度） - JR東日本
14. ↑  各駅の乗車人員（2012年度） - JR東日本
15. ↑  各駅の乗車人員（2013年度） - JR東日本
16. ↑  各駅の乗車人員（2014年度） - JR東日本
17. ↑  各駅の乗車人員（2015年度） - JR東日本
18. ↑  各駅の乗車人員（2016年度） - JR東日本
19. ↑  各駅の乗車人員（2017年度） - JR東日本
20. ↑  各駅の乗車人員（2018年度） - JR東日本
21. ↑  各駅の乗車人員（2019年度） - JR東日本
22. ↑  各駅の乗車人員（2020年度） - JR東日本
23. ↑  各駅の乗車人員（2021年度） - JR東日本
24. ↑  各駅の乗車人員（2022年度） - JR東日本

千葉県統計年鑑
1. ↑  千葉県統計年鑑（平成3年）
2. ↑  千葉県統計年鑑（平成4年）
3. ↑  千葉県統計年鑑（平成5年）
4. ↑  千葉県統計年鑑（平成6年）
5. ↑  千葉県統計年鑑（平成7年）
6. ↑  千葉県統計年鑑（平成8年）
7. ↑  千葉県統計年鑑（平成9年）
8. ↑  千葉県統計年鑑（平成10年）
9. ↑  千葉県統計年鑑（平成11年）
10. ↑  千葉県統計年鑑（平成12年）
11. ↑  千葉県統計年鑑（平成13年）
12. ↑  千葉県統計年鑑（平成14年）
13. ↑  千葉県統計年鑑（平成15年）
14. ↑  千葉県統計年鑑（平成16年）
15. ↑  千葉県統計年鑑（平成17年）
16. ↑  千葉県統計年鑑（平成18年）
17. ↑  千葉県統計年鑑（平成19年）
18. ↑  千葉県統計年鑑（平成20年）
19. ↑  千葉県統計年鑑（平成21年）
20. ↑  千葉県統計年鑑（平成22年）
21. ↑  千葉県統計年鑑（平成23年）
22. ↑  千葉県統計年鑑（平成24年）
23. ↑  千葉県統計年鑑（平成25年）
24. ↑  千葉県統計年鑑（平成26年）
25. ↑  千葉県統計年鑑（平成27年）
26. ↑  千葉県統計年鑑（平成28年）
27. ↑  千葉県統計年鑑（平成29年）
28. ↑  千葉県統計年鑑（平成30年）
29. ↑  千葉県統計年鑑（令和元年）
30. ↑  千葉県統計年鑑（令和2年）